# 제이미 헥터

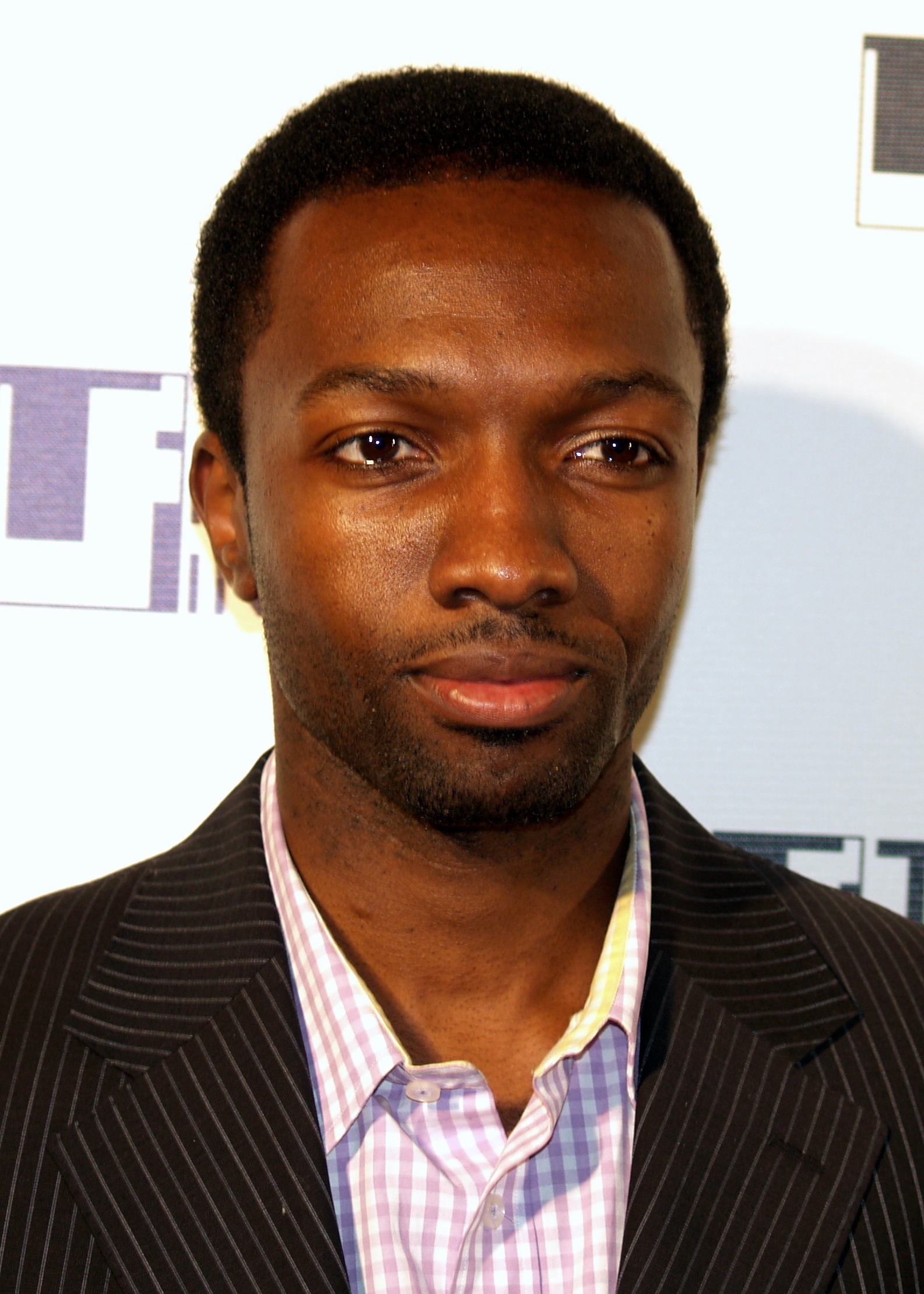

제이미 헥터(Jamie Hector, 1975년 10월 7일 ~ )는 미국의 배우이다.
브루클린에서 태어났다.

## 출연 작품
- 다우팅 토마스 (2018년) - 론 역
- 올 아이즈 온 미 (2017년) - 무툴러 역
- 쿼리 (2016년)
- 어 이어 앤 체인지 (2015년)
- 더 매직 시티 (2014년)
- 블러드타이즈 (2013년) - 닉 역
- 더 기프트 (2010년)
- 나이트 캐치 어스 (2010년)
- 맥스 페인 (2008년) - 링컨 드뉴프 역
- 브룩클린 바운드 (2004년)
- 페이드 인 풀 (2002년) - 던 역
- 히 갓 게임 (1998년)

### 텔레비전
- 더 와이어 시즌1 (2002년)
- 히어로즈 (2006년)